# رود نانشی
رود نانشی (چینی: 楠溪江; پین‌یین: Nánxī Jiāng) در شهرستان یونگجیا، ونژو، استان ژجیانگ در شرق چین قرار دارد و یکی از شاخه‌های اصلی رود او (ژجیانگ) است.
منطقه دیدنی رود نانشی (楠溪江景区) در سال ۱۹۸۸ به دلیل چشم‌انداز طبیعی و فرهنگ محلی منحصربه‌فردش، از سوی شورای دولتی چین به عنوان منطقه گردشگری ملی معرفی شد. این رودخانه ۲۳ کیلومتر از ونژو فاصله دارد، در شرق کوه‌های یاندانگ، شمال شهرستان شیانجو و غرب شهرستان شیاندو واقع شده است. رود نانشی ۱۵۰ کیلومتر طول و حوضه آبریز آن ۲۴۲۹ کیلومترمربع وسعت دارد. این رودخانه از شمال به جنوب جریان دارد و به رود او (ژجیانگ) می‌ریزد که در نهایت به دریای چین شرقی منتهی می‌شود. رود نانشی دارای ۳۶ پیچ و ۷۲ ساحل است.
از جمله جاذبه‌های اصلی منطقه رود نانشی می‌توان به آبشار بایژانگ، صخره مثلثی فورونگ، آبشار حوض تنگشی، دوازده قله، غار تائوگونگ، انبار زیر صخره، دهکده باستانی فورونگ و صخره شیر اشاره کرد. لایه‌های زمین‌شناسی کوه‌های این منطقه عمدتاً از توف (سنگ)، ریولیت و گرانیت تشکیل شده‌اند. این رودخانه در منطقه‌ای با اقلیم موسمی نیمه‌گرمسیری قرار دارد و تحت تأثیر اقلیم اقیانوسی است. آب‌وهوا در طول سال گرم و مرطوب است. دمای هوا بین ۴٫۲ و ۳۸٫۲ درجه سلسیوس (۳۹٫۶ و ۱۰۰٫۸ درجه فارنهایت) متغیر است و میانگین سالانه دما ۱۸٫۲ درجه سلسیوس (۶۴٫۸ درجه فارنهایت) می‌باشد. محبوب‌ترین فعالیت در این رودخانه، قایق‌سواری است. افراد روی یک کلک بامبویی نشسته و با جریان سریع رودخانه حرکت می‌کنند. از روی کلک، مناظر روستاهای باستانی، کوه‌های دوردست پوشیده از مه و مردم محلی که در کنار رود مشغول شست‌وشو هستند، قابل مشاهده است. بومیان منطقه برای حمل چوب از جنگل، از این رودخانه استفاده می‌کنند؛ تنه‌های درختان از مناطق بالادست شناور شده و در پایین‌دست جمع‌آوری می‌شوند.

## وضعیت میراث جهانی
این منطقه در ۲۹ نوامبر ۲۰۰۱ در فهرست موقت میراث جهانی یونسکو در دسته‌بندی ترکیبی (فرهنگی و طبیعی) ثبت شد.